# 孫世芳
孫世芳（1511年—1564年），字克承，號淳斋，萬全都司宣府右衛軍籍，直隸安東縣（今屬江蘇省漣水縣）人，明朝政治人物。

## 生平
嘉靖十年（1531年）辛卯科順天府鄉試第七十二名舉人。嘉靖二十六年（1547年）中式丁未科會試第六名，登第三甲第二十四名進士。選翰林院庶吉士，二十八年十月授检讨，四十一年二月以九年秩满，升本院编修，八月陞右春坊右中允管国子监司业事。四十三年闰二月以原官兼翰林院编修，七月与汪镗一起主考甲子科应天府乡试，卒于考場中。

## 傳說
周晖《金陵琐事》載，孫世芳與汪镗主持嘉靖甲子鄉試，泊舟龍江關，忽覺一鬼入其鼻孔，說長道短。不過數日，孫世芳竟卒於考場中，此後化為厲鬼，萬曆四年丙子科鄉試，又托夢給主試戴洵，令其無法閱卷。

## 家族
曾祖孫海；祖父孫昱；父孫繼先，母張氏；繼母童氏。